# Puerto de Pujunguía
Puerto de Pujunguía är en ort i Mexiko.   Den ligger i kommunen Pinal de Amoles och delstaten Querétaro Arteaga, i den centrala delen av landet, 210 km norr om huvudstaden Mexico City. Puerto de Pujunguía ligger 1 689 meter över havet och antalet invånare är 128.
Terrängen runt Puerto de Pujunguía är kuperad österut, men västerut är den bergig. Runt Puerto de Pujunguía är det glesbefolkat, med 17 invånare per kvadratkilometer. Närmaste större samhälle är Jalpan, 16,8 km öster om Puerto de Pujunguía. I omgivningarna runt Puerto de Pujunguía växer huvudsakligen savannskog.